# Gervasio di Tilbury
Gervasio di Tilbury (lat. Gervasius Tilberiensis; Tilbury, 1145-1155 – 1220 ca ...) è stato un giurista, politico e scrittore inglese.

## Biografia

### La sua giovinezza
Gervasio di Tilbury nacque fra il 1145 e il 1155, probabilmente presso Tilbury, un paese nella contea dell’Essex. La sua famiglia d’origine fu nobile: suo zio era, come egli stesso informa, Patrizio conte di Salisbury e successivamente governatore di Aquitania. Studiò il latino, probabilmente con un precettore privato, in quanto non si hanno documenti relativi a scuole a Tilbury negli anni interessati. Successivamente divenne chierico a Reims, poco dopo il 1176, presso Guglielmo dalle Bianche Mani, potente arcivescovo di Reims dal 1176 al 1202 e stimato uomo di lettere, nonché strenuo oppositore dei catari: sono infatti gli anni della violenta lotta da parte della Chiesa, al tempo retta da papa Innocenzo III, contro gli eretici.

### Un devoto alla corte d’Inghilterra
Grazie all’ambiente, culturalmente vivace, dell’arcivescovo di Reims e all’esperienza formativa presso la corte di Enrico II Plantageneto, Gervasio entra in contatto con la cultura classica, con la nuova letteratura cortese nonché con i testi di matematica e scienze arabi e greci. È certo che Gervasio fu particolarmente legato, in qualità di devoto, a Enrico il Giovane, re d’Inghilterra, salito al trono nel giugno 1170: se l’opera di intrattenimento denominata Liber Facetiarum (il Libro delle Facezie), scritta da Gervasio per Enrico il Giovane, è andata perduta, sotto il regno di quest’ultimo inizia a comporre il primo abbozzo degli Otia Imperialia, certamente la sua opera più importante. La morte del giovane sovrano però, avvenuta nel 1183 nel Quercy, interruppe questo ambizioso progetto.

### Il soggiorno in Italia Meridionale e in Provenza
Gervasio lasciò dunque l’Inghilterra per raggiungere l’Italia, insegnando in un primo momento diritto canonico a Bologna – centro di eccellenza in Europa per gli studi giuridici, dove acquisì il titolo di magister – e recandosi successivamente in Sicilia, al servizio di Guglielmo II il Buono. È probabile che Gervasio si sia trasferito in Sicilia in virtù della sua fedeltà al casato dei Plantageneti: Guglielmo II era infatti sposato con Giovanna, figlia di Enrico II e sorella di Riccardo Cuor di Leone. In questo periodo, inoltre, Gervasio si reca a Napoli, Nola e Salerno, come egli stesso rivela, «proprio nell’anno dell’assedio di Acri»: a Nola infatti risiedeva durante il periodo estivo, una concessione di Guglielmo di Sicilia per sfuggire alla caotica Palermo. Nello stesso anno muore Guglielmo II di Sicilia: non è chiaro se, dopo la morte del regnante, Gervasio sia rimasto in Sicilia, ma è certo che nel 1194 si trovava ad Arles, presso l’arcivescovo Imberto d’Aiguières, come egli stesso rivela e come attestano i documenti vescovili redatti fra il 1198 e il 1202. In questi anni Gervasio si sposa con una parente dell’arcivescovo, legandosi così a una famiglia della potente nobiltà cittadina e, inoltre, opera come giudice della contea di Provenza, come riportato negli atti della cancelleria vescovile del 1207, 1216 e 1217.

### Al seguito di Ottone IV di Brunswick
La morte dell’imperatore Enrico VI, avvenuta nel giorno 28 settembre 1197, destabilizzò il precario equilibrio politico internazionale: i due pretendenti al trono imperiale erano, rispettivamente, Filippo di Svevia – erede legittimo ma ancora minorenne – e Ottone di Brunswick, appoggiato dal papato. Con la morte del primo, Ottone venne incoronato da papa Innocenzo III a Roma, il 4 ottobre del 1209: il nuovo imperatore, il cui nonno materno era Enrico II e lo zio Riccardo Cuor di Leone, era stato cresciuto, fin da bambino, alla corte plantageneta. L’imperatore Ottone nomina Gervasio Maresciallo della corte imperiale di Arles, un titolo di natura prettamente onorifica e di rappresentanza, come egli si firma nella lettera dedicatoria alla fine degli Otia: Gervasio, infatti, decise di terminare l’opera intrapresa sotto il regno di Enrico il Giovane, e a quest’ultimo inizialmente dedicata.

### Gli ultimi anni
Dopo la disfatta di Bouvines, che vide come vincitore Federico II, Ottone si recò nei suoi possedimenti in Sassonia, fino alla sua morte: Gervasio gli rimarrà fedele, recapitandogli l’opera a lui dedicata, probabilmente nell’estate del 1215 durante un suo soggiorno a Helmstedt. Gli ultimi anni della vita di Gervasio sono tuttora dibattuti dagli studiosi: non si conosce, infatti, la sua data di morte, poiché l’ultimo atto che lo menziona risale al 16 luglio 1222, data oltre la quale è probabile che Gervasio si sia ritirato dalla funzione di giudice per entrare in monastero, nell’ordine dei Premostratensi, come sembra evincersi dalla dedica del Commento al Padre Nostro. Grazie alla testimonianza di Rodolfo di Coggeshall, infatti, che riferisce di aver appreso la storia giovanile dello scrittore di Tilbury dalla sua stessa voce tempo dopo, quando era diventato canonicus, è possibile acquisire una conoscenza precisa del percorso esistenziale di Gervasio. Lo scrittore di Tilbury, dunque, abbandonò la vita secolare probabilmente negli anni Venti del 1200, dopo la morte della moglie e quella di Ottone, stabilendosi nella sede premostratense di Beleigh nell’Essex, non lontano dall’abbazia cistercense di Coggeshall dove viveva Rodolfo.

## Le opere

### Otia imperialia
L’opera principale di Gervasio di Tilbury sono senz’altro gli Otia Imperialia: furono un lavoro in continuo divenire in quanto, dopo aver consegnato l’opera all’imperatore nell’estate del 1215, Gervasio non smise di dedicarsi agli Otia, come sembrano dimostrare i numerosi addenda rinvenuti in alcuni manoscritti. Gli Otia furono concepiti per istruire e allo stesso tempo dilettare l’imperatore, e non appartengono a un genere letterario preciso: il testo si presenta ora come un trattato di geografia medievale, ora come un compendio di storia e di storia sacra, infine, come una narrazione enciclopedica di fatti insoliti e meravigliosi. Se da un lato, dunque, si potrebbe definire l’opera come un’enciclopedia, dall’altro può definirsi quasi uno speculum principis, a partire dai numerosi moniti rivolti a Ottone e dai tentativi di indirizzarne le scelte e gli obiettivi, attraverso gli insegnamenti che costellano il testo.
A tal proposito, lo scrittore affronta a più riprese il complesso problema del rapporto fra potere imperiale e potere pontificio: se infatti Gervasio sostiene l’opinione, piuttosto diffusa al suo tempo, che riconosce l’autorità dell’imperatore sui corpi e quella del papa sulle anime, allo stesso tempo precisa come il primo sia destinato alla dissoluzione propria delle cose materiali, mentre il secondo «dirige il suo corso verso ciò che è perfetto». Tuttavia, tali riflessioni politiche non prevalgono nella narrazione degli Otia, la cui materia principale ruota attorno agli aneddoti curiosi e ai racconti sui costumi delle varie regioni: lo studioso Lecouteux, infatti, ha definito Gervasio il primo folklorista del Medioevo.

#### La struttura
Gli Otia sono suddivisi in tre parti, chiamate dall’autore decisiones, impiegando un termine giuridico diffuso nel Medioevo: la prima, articolata in venticinque capitoli, ha per argomento la creazione del mondo e degli esseri animati, giungendo fino alla trattazione del diluvio universale e dell’arca di Noè. La seconda parte, invece, si compone di ventisei capitoli che affrontano temi storico-geografici: se i primi paragrafi trattano della suddivisione del mondo in Asia, Europa e Africa, nei successivi l’autore analizza, in modo più dettagliato, le singole zone e le province, concludendo con la narrazione storica dei regni antichi fino a quello contemporaneo. La terza parte, infine, costituisce il fulcro dell’opera: suddivisa in 130 capitoletti, riporta alcuni fatti e aneddoti meravigliosi per lo svago dell’imperatore.

#### Tertia decisio
Nella prefazione del terzo libro, Gervasio avverte l’esigenza di definire che cosa sia il meraviglioso, distinguendolo dal miracoloso, con il quale condivide il fine di suscitare stupore. Se infatti i fenomeni miracolosi dipendono dall’intervento divino, gli eventi meravigliosi e prodigiosi vengono ritenuti tali perché inspiegabili, a causa dell’incapacità di dedurne le cause razionali e dunque di comprenderne la natura. È per questo motivo, infatti, che le meraviglie descritte da Gervasio presentano spesso una diversa origine e connotazione: da un lato lo scrittore attinge all’immaginario folclorico del fantastico, descrivendo creature meravigliose come fate, draghi o esseri umani zoomorfi, dall’altro ascrive alla categoria del meraviglioso anche quei fenomeni fisici in apparenza contrari all’ordine naturale delle cose, come per esempio la calce che non si accende a contatto col fuoco.
Come ben sintetizza Le Goff, «Gervasio di Tilbury afferma che ciò che è raro, persino eccezionale, è comunque comprensibile dalla ragione, e quindi spiegabile: la sua opera dà prova di un pensiero autenticamente scientifico e vi si legge un sincero sforzo per desacralizzare la percezione della natura. In questo senso, egli risulta essere precursore di Leibniz». Tuttavia, l’opera non si articola come un trattato scientifico, bensì l’autore si concentra piuttosto sulla narrazione curiosa e insolita dei fatti straordinari, in accordo con le esigenze del pubblico cortese. A qualunque categoria appartengano le meraviglie narrate da Gervasio – creature soprannaturali, fatti inspiegabili della natura, avvenimenti esotici che, lontani nello spazio, si ricoprono di mistero e, infine, leggende locali – per l’autore sono realmente accadute: quanto più i racconti esulano dal credibile, tanto più Gervasio ne rivendica la veridicità con l’ausilio di auctores, con la garanzia di persone fededegne e facendo riferimento alla propria esperienza.

#### Tradizione manoscritta
Gli Otia imperialia sono tramandati da trentuno manoscritti, databili dal XIII al XVII secolo:
-         Berlin, Staatsbibliothek zu Berlin - Preußischer Kulturbesitz, theol. lat. 8° 133, pp. 1–484, 1486.
-         Bruxelles, Bibliothèque Royale, 1136 (van den Gheyn 4562), ff. 1r-137r, anno 1454.
-         Cambridge, Saint John's College, Ms. I. 11 219, ff. 1r-98v, sec. XIII-XIV.
-         Cambridge, Corpus Christi College, Ms. 414, pp. 3–248, sec. XIV.
-         Cambridge, University Library, Add. 3446, ff. 2r-75v, sec. XIV.
-         Cambridge, Magdalene College F. 4. 23, ff. 111v-195r e 207r-208r, sec. XV.
-         Città del Vaticano, Biblioteca Apostolica Vaticana, Vat. lat. 933, ff. 1r-85r, sec. XIII.
-         Città del Vaticano, Biblioteca Apostolica Vaticana, Barb. lat. 2611, ff. 1r-208v, sec. XV.
-         Città del Vaticano, Biblioteca Apostolica Vaticana, Reg. lat. 707 ff. 1r-78v, sec XIV.
-         Città del Vaticano, Biblioteca Apostolica Vaticana, Vat. lat. 993, ff. 75r-123r, sec. XIV-XV.
-         Ithaca, Cornell University Library, B 6000, ff. 1r-218v, sec. XV.
-         Leiden, Bibliotheek der Universiteit, Voss. lat. 15, ff. 1r-145r, prima metà del XVII sec.
-         Londra, British Library, Cotton Vespasian E. IV, ff. 2r-99r, sec. XIV.
-         Londra, British Library, Royal 13.E.IX, ff. 5r-22r, 25v-26v, 28v-40r, 72r-77ra, 77rb-77v, sec. XIV-XV.
-         Madrid, Biblioteca Nacional de España, Ms. 6213, ff. 97r-199r, sec. XV.
-         Oxford, Bodleian Library, Canon. misc. 53, ff. 1r-80v, sec. XIV.
-         Parigi, Bibliothèque Nationale de France, lat. 6490, ff. 1r-158v, 1406.
-         Parigi, Bibliothèque Nationale de France, lat. 6491, ff. 1r-147v, sec. XV.
-         Parigi, Bibliothèque Nationale de France, lat. 6492, ff. 1r-234r, sec. XV.
-         Parigi, Bibliothèque Nationale de France, lat. 6492 A, ff. 2r-31v, sec. XV.
-         Parigi, Bibliothèque Nationale de France, lat. 13959, ff. 1r-215r, sec. XV.
-         Parigi, Bibliothèque Nationale de France, lat. 6488, ff. 1r-119v, sec. XIII.
-         Parigi, Bibliothèque Nationale de France, lat. 6489, ff. 1r-145r, sec. XIV.
-         Parigi, Bibliothèque Nationale de France, lat. 6781, ff. 17r-154r e 162v-220v, sec. XVI.
-         Parigi, Bibliothèque Nationale de France, lat. 6704, ff. 1r-408v, sec. XVI-XVII.
-         Parigi, Bibliothèque Nationale de France, lat. 6703, ff. 3r-181r, sec. XIV.
-         Parigi, Bibliothèque Nationale de France, lat. 652, ff. 60v-181r, sec. XVI.
-         Pistoia, Biblioteca Comunale Forteguerriana, D.273, ff. 115r, sec. XV.
-         Toulouse, Médiathèque José Cabanis (olim Bibliothèque Municipale) 448 (II 77), ff. 1r-200r, sec. XVI.
-         Wales, National Library, 5009C. (Bourdillon 9), ff. 97r-151v, sec. XV.
-         Wolfenbüttel, Herzog August Bibliothek, Helmst. 481, ff. 1r-88r, sec. XIII o XIV.

### Liber Facetiarum(perduta)
L’opera, oggi perduta, denominata Liber Facetiarum – e citata da Gervasio nella seconda parte degli Otia – fu composta per il re d’Inghilterra Enrico il Giovane: era probabilmente un testo di intrattenimento, caratterizzato da exempla morali e aneddoti curiosi, sulla scorta di opere come il De Nugis curialium di Walter Map o il De mirabilibus Britannie di Rodolfo di Diceto.

### Vita abbreviata et miracula beatissimi Antonii e il Tractatus de vita Beate Virginis et discipulorum et eorum transitu(perdute)
È possibile conoscere l’esistenza di questi due testi grazie alle menzioni dello stesso Gervasio all’interno degli Otia – rispettivamente la Vita nella Parte I e il Tractatus nella II e III parte – a oggi non conservate in alcun manoscritto pervenutoci. La notizia delle due opere, tuttavia, appare significativa in quanto rivela l’interesse di Gervasio per la trattazione di temi storico-religiosi: ne è un’ulteriore prova il Commento al Padre Nostro, l’unico altro testo tuttora conservato accanto agli Otia.

### Commentarium in Patrem nostrum
Quest’ultimo è stato rinvenuto recentemente in un manoscritto dei primi anni del XIII secolo, conservato alla Hereford Cathedral Library. Questo testo, ricco di citazioni da testi sacri e di allusioni a passi della liturgia, fu composto probabilmente alla fine della sua vita ed è dedicato al Collegium Massiliense, che Banks e Binns identificano con Notre Dame de l’Huveaune, una chiesa premostratense fondata nel 1204 a Marsiglia. È stato notato, infatti, come Gervasio si rivolga ai padri di questa chiesa con parole di fratellanza esplicita, e si è dunque pensato che appartenesse al medesimo ordine: secondo gli editori inglesi, il ritrovamento del Commento in un manoscritto coevo all’autore conservato, in Inghilterra, permette di ipotizzare l’appartenenza di Gervasio a una chiesa dell’ordine premostratense, ma situata in Inghilterra, presso l’abbazia di Beeleigh nell’Essex. L’opera è trasmessa nel manoscritto: Hereford, Cathedral Library, P.I.13., ff. 124v-125v, sec. XIII.

## La controversia sul mappamondo di Ebstorf
Una teoria molto discussa, e certamente ancora aperta, identifica Gervasio di Tilbury con l’autore omonimo – prevosto dell’abbazia benedettina di Ebstorf dal 1223 al 1237 – di un’importante mappa geografica del mondo allora conosciuto, divenuta celebre con il nome di mappamondo di Ebstorf e probabilmente risalente al 1230, o a qualche anno precedente. L’autore degli Otia, secondo i sostenitori di questa teoria, avrebbe trascorso i suoi ultimi anni presso il convento benedettino nella Bassa Sassonia, dedicandoli alla stesura del mappamondo: nessun documento, infatti, menziona la data di morte di Gervasio in Provenza, mentre, negli anni seguenti, si hanno notizie di Gervasio di Ebstorf, morto prima del 1244. Tale identificazione, in primo luogo, pone le fondamenta della somiglianza fra l’impianto della mappa da una parte, e le concezioni nonché il disegno cosmografici rilevabili negli Otia dall’altra: nondimeno, secondo i due editori inglesi Banks e Binns, le affinità fra le due opere non risultano sufficientemente convincenti da affermare con sicurezza che lo scrittore di Tilbury sia lo stesso del mappamondo.
Un ulteriore elemento a favore dell’identificazione fra i due autori, allo stesso tempo, è l’identità onomastica di un nome così scarsamente diffuso in Germania a quel tempo. Leibniz, uno degli editori degli Otia, ricorda tuttavia l’abitudine dello scrittore di Tilbury di accompagnare il suo nome con il titolo di magister, dettaglio non rintracciabile in Gervasio di Ebstorf. In secondo luogo, non è da escludersi la possibilità che il cartografo abbia lavorato con un manoscritto degli Otia davanti: in questo modo, diverrebbe possibile giustificare le somiglianze fra le due opere. A questo proposito, però, vi è anche chi ha ipotizzato, sulla base di un riferimento a una mappa presente nella seconda parte del testo, che Gervasio abbia corredato la sua opera con quest’ultima e che il celebre mappamondo possa essere una copia della mappa creata dall’autore degli Otia. Secondo Wolf, infatti, gli Otia sarebbero stati presentati, insieme alla mappa, da Gervasio a Ottone IV fra il 1214-1215 e, più tardi, lo scrittore ne avrebbe redatto una seconda versione fra il 1233 e il 1244, quando ormai si trovava ad Ebstorf. È altrettanto vero, tuttavia, che nessun manoscritto degli Otia ne riporta alcuna e, come sostengono i curatori dell’edizione inglese, la menzione del termine mappa impiegato da Gervasio nella sua opera potrebbe essere inteso tanto come un disegno vero e proprio quanto come una descrizione geografica precisa e accurata. Il dibattito rimane tuttora aperto.